# Trawczyne
Trawczyne (ukr. Травчине) – wieś na Ukrainie, w obwodzie czernihowskim, w rejonie niżyńskim, w hromadzie Bobrowycia. W 2001 liczyła 271 mieszkańców.